# Colonia Villafuerte
Colonia Villafuerte är en ort i Mexiko.   Den ligger i kommunen Pénjamo och delstaten Guanajuato, i den centrala delen av landet, 300 km väster om huvudstaden Mexico City. Colonia Villafuerte ligger 1 677 meter över havet och antalet invånare är 192.
Terrängen runt Colonia Villafuerte är platt åt sydväst, men åt nordost är den kuperad. Runt Colonia Villafuerte är det ganska tätbefolkat, med 104 invånare per kvadratkilometer. Närmaste större samhälle är La Piedad Cavadas, 9,1 km väster om Colonia Villafuerte. Omgivningarna runt Colonia Villafuerte är en mosaik av jordbruksmark och naturlig växtlighet.